# Rhodotarzetta
Rhodotarzetta är ett släkte av svampar. Rhodotarzetta ingår i familjen Pyronemataceae, ordningen skålsvampar, klassen Pezizomycetes, divisionen sporsäcksvampar och riket svampar.